# 19135 Takashionaka
19135 Takashionaka è un asteroide della fascia principale. Scoperto nel 1988, presenta un'orbita caratterizzata da un semiasse maggiore pari a 2,5366726 au e da un'eccentricità di 0,2697249, inclinata di 9,69439° rispetto all'eclittica.